# Emilio Bulgarelli
Pour les articles homonymes, voir Bulgarelli.
Emilio Bulgarelli (né le 15 février 1917 à Reggio de Calabre, mort le 2 février 1993 à Naples) est un joueur de water-polo italien, vainqueur du titre olympique de 1948 à Londres.